# Достай, Елена Евгеньевна
Елена Евгеньевна Достай (в девичестве — Тутатчикова; род. 8 марта 1969 года, с. Тоора-Хем, Тоджинский район, Республика Тыва, РСФСР, СССР) — советская и российская спортсменка, стрелок из лука. Участница XXVI и XXVIII летних Олимпийских игр (1996, 2004). Серебряный и бронзовый призер чемпионата мира в командных соревнованиях (1989, 1993). Серебряный призер чемпионата мира в помещении в командных соревнованиях (1995). Трехкратная чемпионка Европы в личных и командных соревнованиях (1994, 2002). Чемпионка Европы в помещении, серебряный и двукратный бронзовый призер чемпионата Европы в помещении в личных и командных соревнованиях (2002, 2004).  Победитель первенства Европы в личных соревнованиях (1981).
Неоднократная чемпионка и призер чемпионатов СССР и России в личных и командных соревнованиях.
Кандидат в мастера спорта СССР (1982), Мастер спорта СССР (1983), Мастер спорта СССР международного класса (1985), Заслуженный мастер спорта России (1995).
В 2023 году награждена орденом «Буян-Бадыргы» III степени

## Биография
Елена Евгеньевна Достай родилась 8 марта 1969 года в Тувинской АССР. Она выросла в спортивной семье: её родители, Евгений Викторович Тутатчиков и Раиса Сергеевна Тутатчикова, оба являются заслуженными тренерами России. Они стали её первыми наставниками в стрельбе из лука. Детство Елены прошло в Дургене, где она вместе с братом проводила время у бабушки, пока родители участвовали в соревнованиях. Кроме стрельбы из лука, она занималась лыжами, баскетболом и волейболом.

## Образование
В 1992 году окончила Кызылский государственный педагогический институт.

## Спортивная карьера
В 11 лет начала заниматься стрельбой из лука, а в 13 стала кандидатом в мастера спорта СССР. В 15 лет одержала победу на первенстве СССР в Киеве. В 1981 году стала чемпионкой Европы среди молодежи (Франция). После получения звания мастера спорта в 1983 году продолжила участие в крупных международных турнирах. В 1985 году одержала победу на первенстве Европы. Далее последовали новые титулы и победы:
- 1986 г. – чемпионка СССР на коротких дистанциях,
- 1989 г. – обладательница Кубка СССР,
- 1992 г. – победитель чемпионата СНГ,
- 1994 г. – двукратная чемпионка Европы,
- 1996 г. – чемпионка России,

С 1985 года входила в состав сборной СССР, а затем России. В 1995 году ей было присвоено звание Заслуженного мастера спорта России. В 2003 году стала стипендиатом Президента Российской Федерации.

### Олимпийские игры 1996 года
Елена Тутатчикова приняла участие в Олимпийских играх 1996 года, которые проходили в Атланте, США. В квалификационном раунде индивидуальных соревнований она набрала 641 очко, заняв 23-е место среди 64 участниц. В первом спарринге на стадии 1/32 финала Тутатчикова встретилась с Барбарой Менсинг из Германии. В напряжённой дуэли она уступила с результатом 145–150 и завершила соревнования на 53-м месте в итоговом протоколе. В командных соревнованиях женская сборная России, в составе которой выступали Елена Тутатчикова, Маргарита Галиновская и Махлуханум Мурзаева, набрала 1935 очков в квалификационном раунде, что позволило ей занять 5-е место среди команд. На стадии 1/8 финала сборная России встретилась с командой Польши. В упорной борьбе российские лучницы уступили с результатом 229–233, что стало для них завершением участия в турнире. В итоговом протоколе женская команда России заняла 10-е место.

### Олимпийские игры 2004 года
Елена Достай участвовала в Олимпийских играх 2004 года в Афинах, Греция. В квалификационном раунде личных соревнований она набрала 609 очков, что позволило ей занять 50-е место среди 64 участников. На стадии 1/32 финала Достай встретилась с Маргаритой Галиновской, своей соотечественницей. В спарринге Елена уступила с результатом 136–153, что стало для неё завершением турнира, она заняла 47-е место. В командных соревнованиях сборная России, в состав которой вошли Маргарита Галиновская, Наталья Болотова и Елена Достай, набрала 1873 очка в квалификационном раунде, заняв 11-е место среди женских команд. В первом спарринге на стадии 1/8 финала российская команда проиграла сборной Германии с результатом 234–238, в результате чего завершила турнир на 9-м месте.

## Тренерская деятельность
В настоящее время является главным тренер республики Тыва по стрельбе из лука. Среди её учеников – Артыш Чульдум, победитель первенства мира 2012 года и мастер спорта международного класса.

## Личная жизнь
Елена Достай замужем за Откуном Монгушевичем Достаем, хоомейжи, музыкантом, тележурналистом и общественным деятелем. У Елены и Откуна есть сын, Салгал Достай, который является мастером спорта России по стрельбе из лука. В 2022 году он окончил Российский государственный университет физической культуры, спорта, молодёжи и туризма (ГЦОЛИФК) в Москве. В настоящее время Салгал работает тренером по стрельбе из лука в Тыве.